# Toy Story Midway Mania!
Toy Story Midway Mania! is een interactieve darkride in de attractieparken Disney's Hollywood Studios, Disney's California Adventure en Tokyo DisneySea. De darkride is geïnspireerd op de films en franchise van Toy Story.

## Opzet
Qua opzet komen alle drie de locaties van de attractie overeen. De wachtrij bestaat uit meerdere ruimtes waarin uitvergroot speelgoed te vinden is. Hier wordt de illusie gewekt dat bezoekers gekrompen zijn. Blikvanger in de wachtrij is een animatronic van Meneer Aardappelhoofd. Hij zingt en spreekt met bezoekers. Ook trekt hij zijn oor geregeld met zijn hand uit zijn hoofd en plaats deze dan weer terug.
De darkride wordt afgelegd in een voertuig dat 360 graden om zijn eigen as kan draaien, waardoor de bezoekers in diverse richtingen de attractie beleven. Elke trein die vertrekt bestaat uit meerdere voertuigen. Aan beide zijden van een voertuig is plek voor twee bezoekers die met hun rug naar elkaar toe zitten. Tijdens de rit stopt de trein een aantal keren bij 3D-schermen. Met de laserpistolen aan het voertuig dienen de bezoekers op de doelen te schieten op het scherm om zo punten te scoren. De puntentelling is per persoon in het voertuig te volgen. Aan het eind van de rit in de totale score zichtbaar.

## Locaties

### Disney's Hollywood Studios
In januari van 2007 werd de nieuwe attractie aangekondigd in het attractiepark zelf. Datzelfde jaar begon de bouw van de darkride. Een jaar later, 31 mei 2008, werd de attractie geopend, waarmee het de eerste Toy Story Midway Mania! van alle Disney-parken wereldwijd was. In mei 2015 werd aangekondigd dat de capaciteit van de darkride verhoogd werd door de aanleg van een derde traject door de attractie. Dit derde traject opende in mei van 2016. Op 30 juni 2018 opende het themagebied Toy Story Playland. De darkride werd toegevoegd aan dit themagebied. Hiervoor werd de entree verplaatst. De voormalige entree doet nu dienst als nooduitgang.

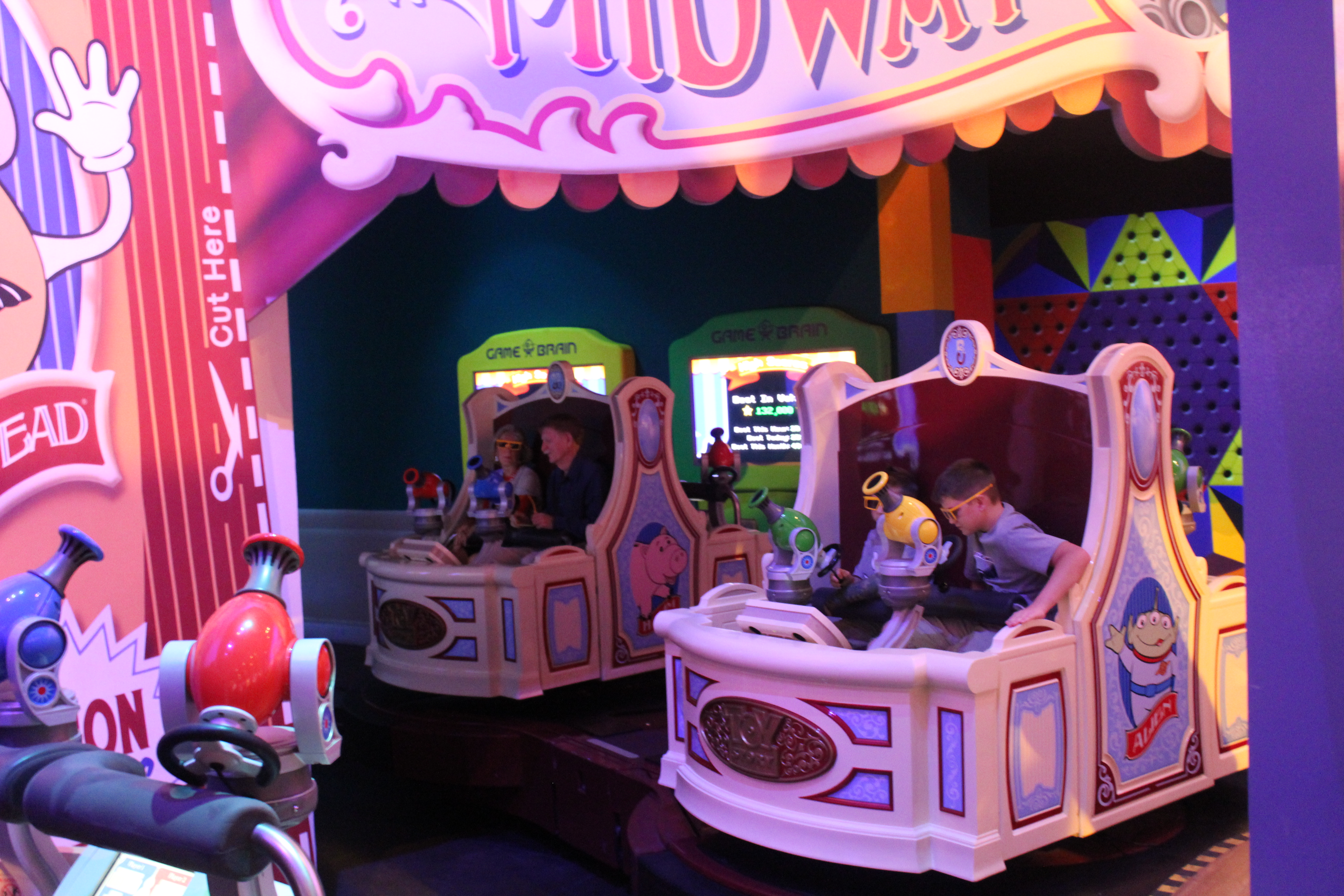
De voertuigen
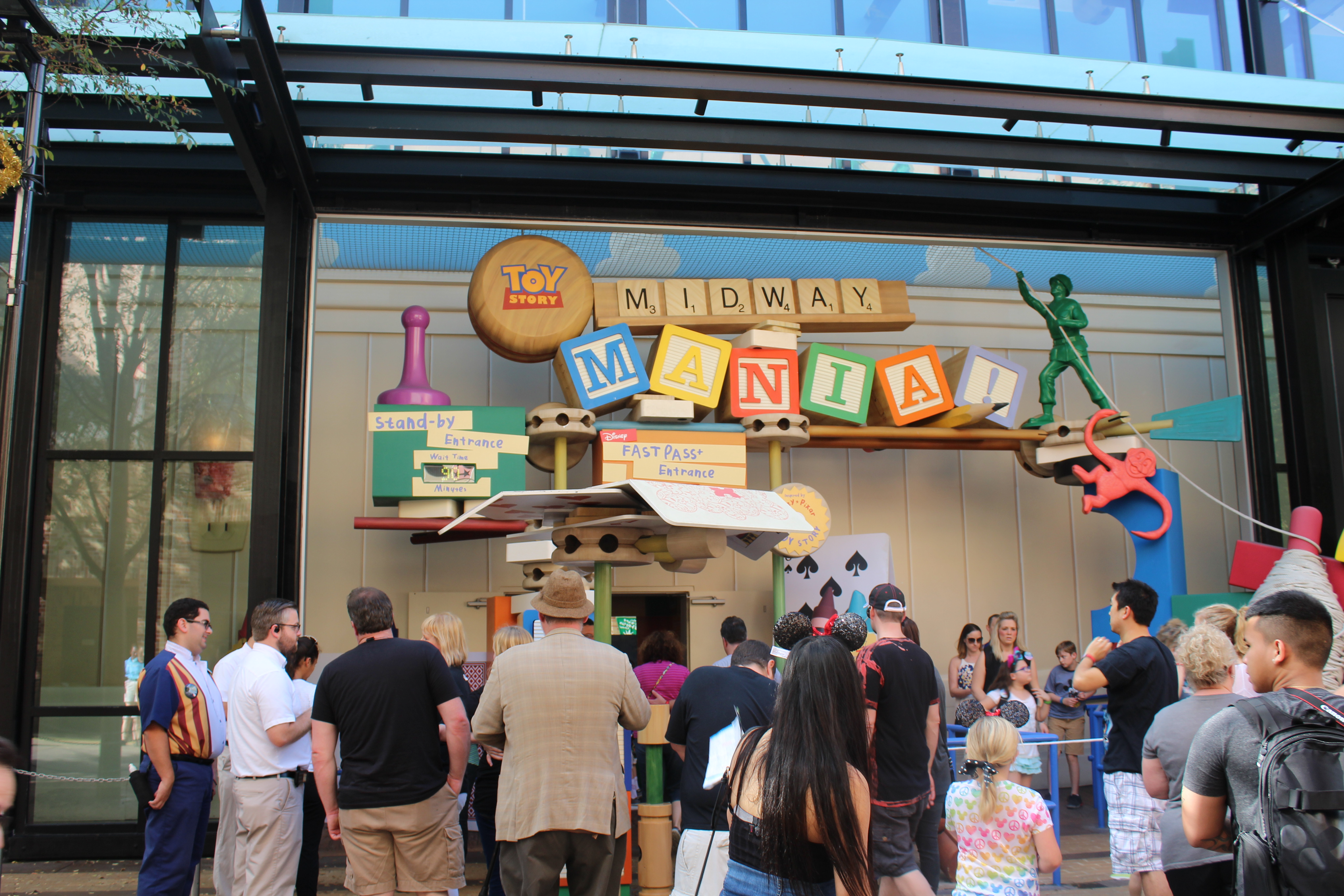
Voormalige entree
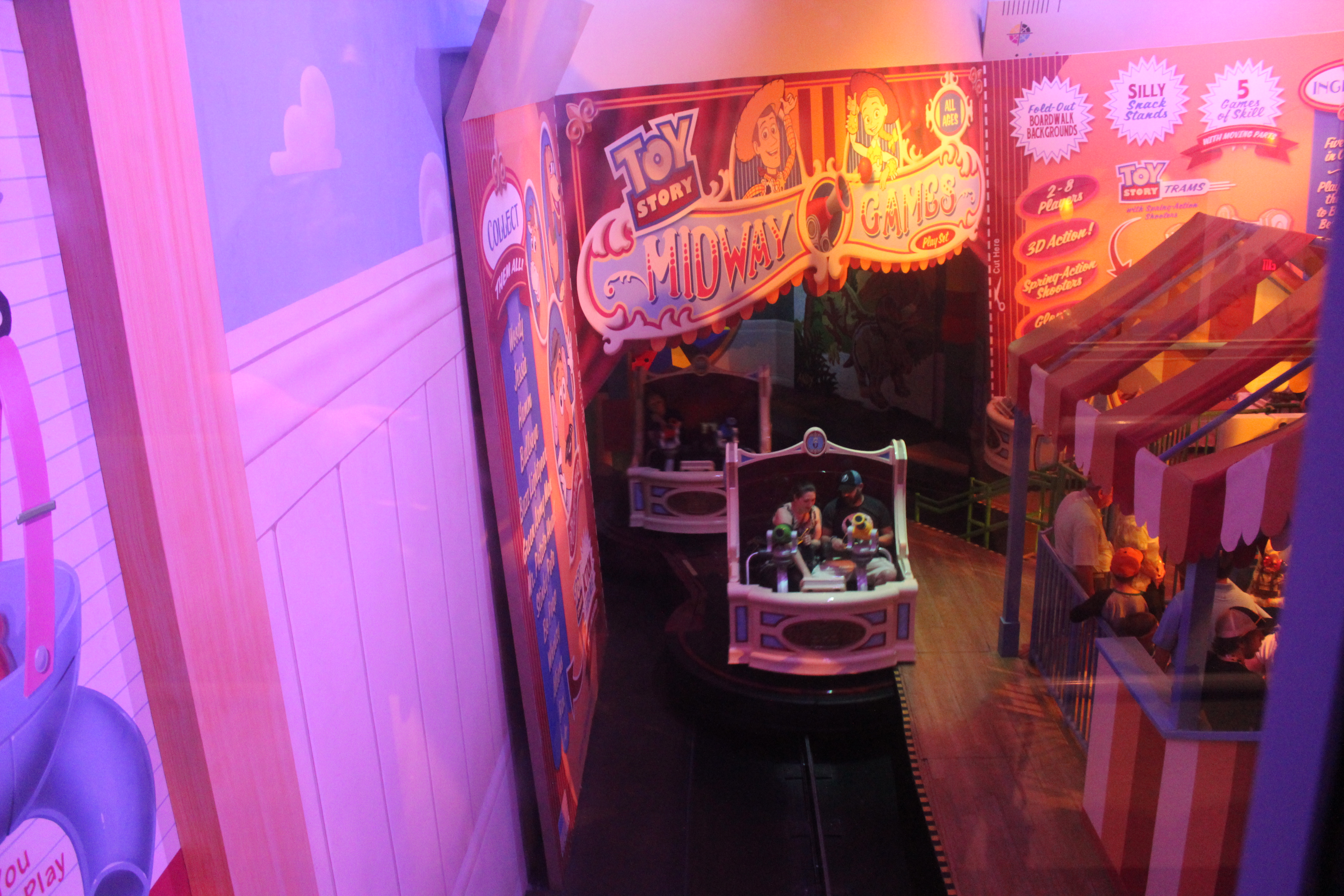
Station

### Disney's California Adventure
In januari 2007 werd de darkride aangekondigd in Disney's Hollywood Studio's. Kort hierna startte de bouw van de attractie. Op 17 juni 2008 werd Toy Story Midway Mania! geopend voor het publiek. Op 1 januari 2010 werd de single riders-rij van de darkride permanent gesloten. Zeven jaar later op 6 april 2017 kreeg de attractie een aparte wachtrij voor bezitters van de FastPass. In 2018 werd de darkride toegevoegd aan het themagebied Pixar Pier.

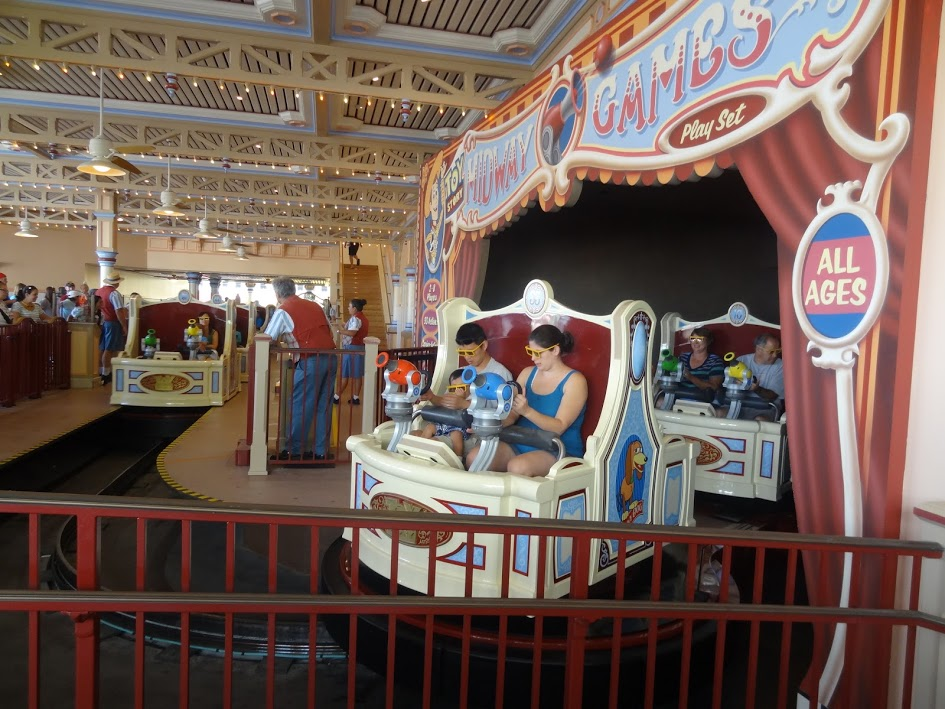
Een van de voertuigen
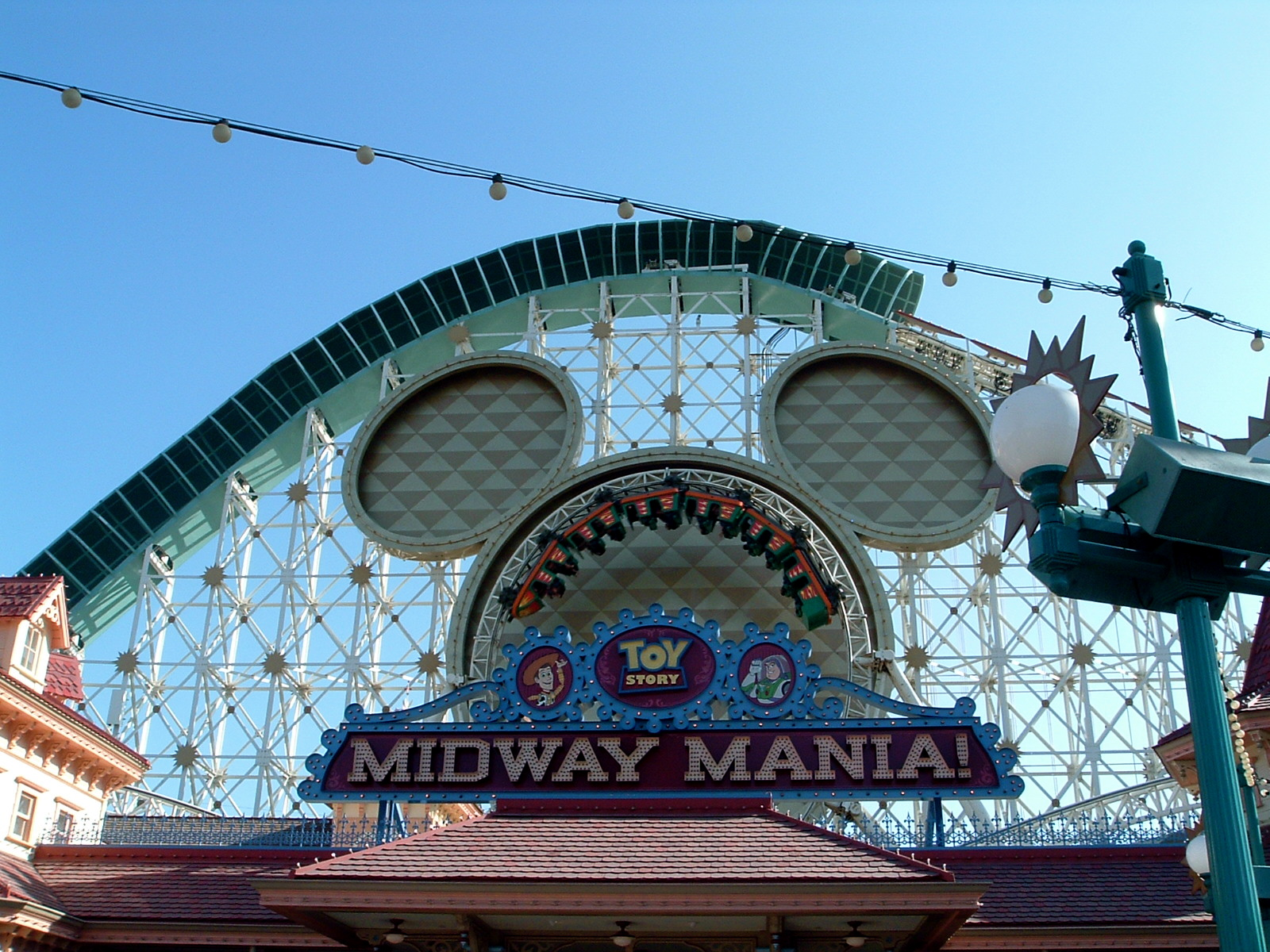
Entree

### Tokyo DisneySea
Op 9 juli 2012 opende de darkride in het themagebied American Waterfront onder de naam Toy Story Mania!.

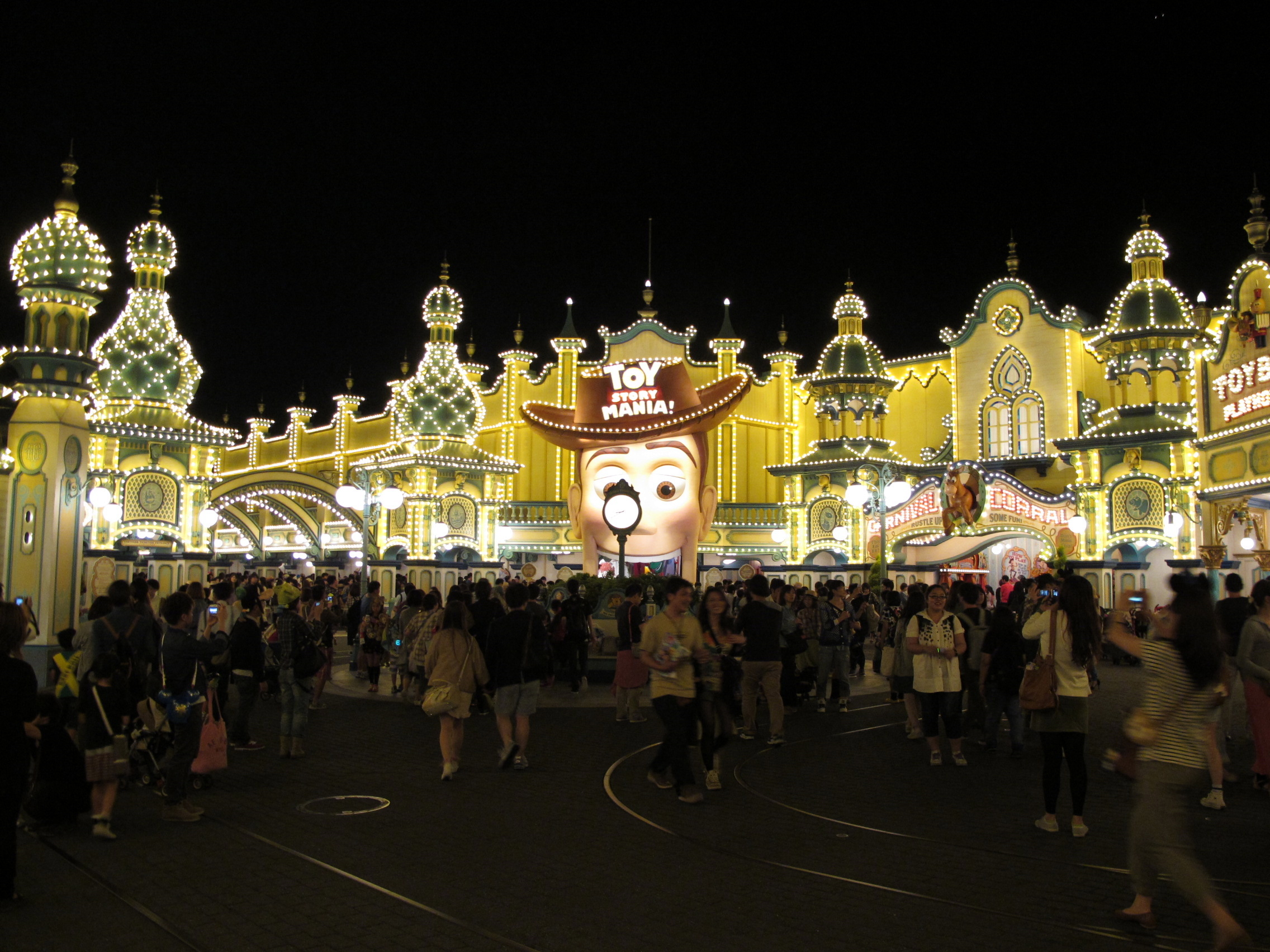
Voorgevel
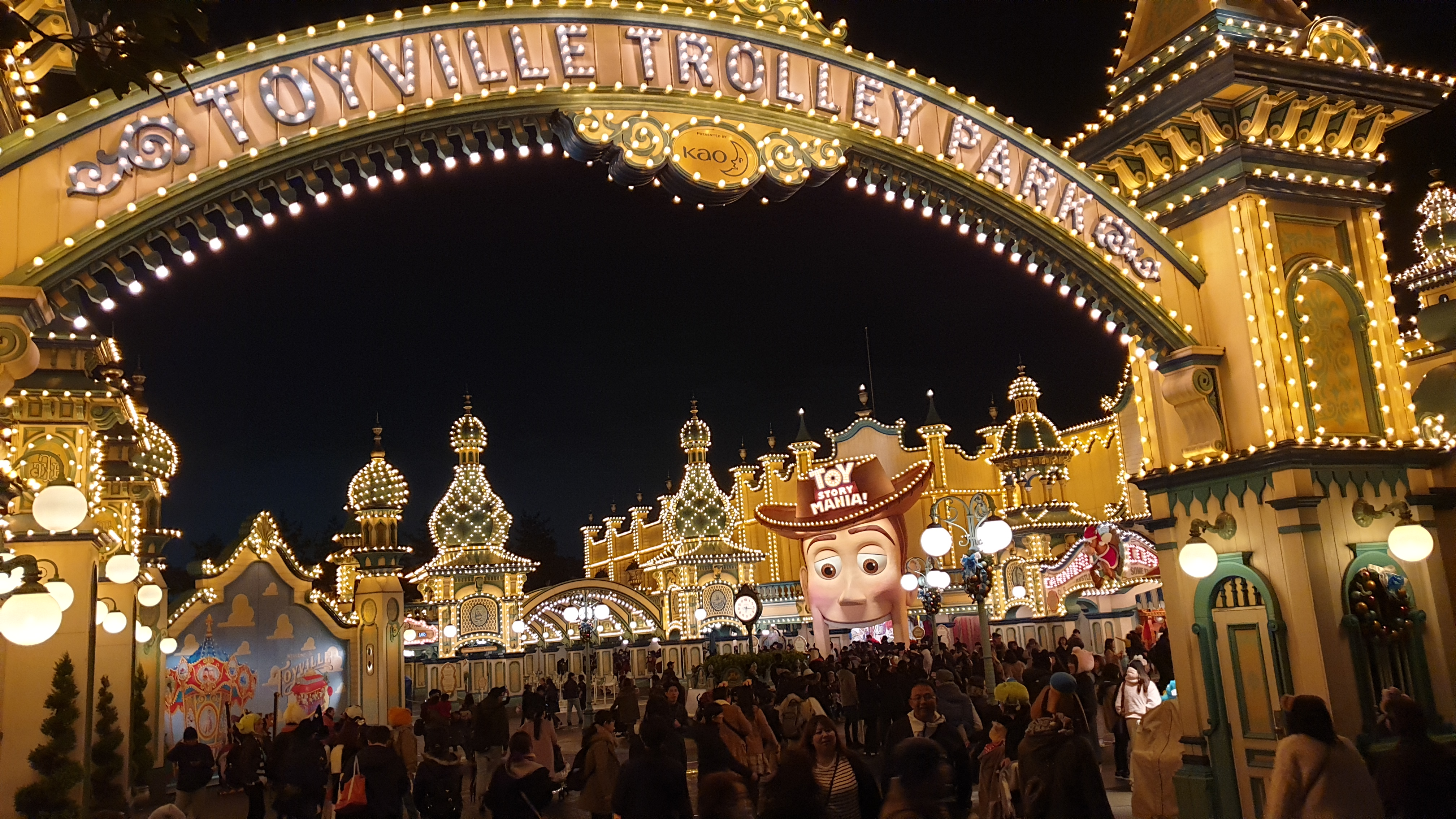
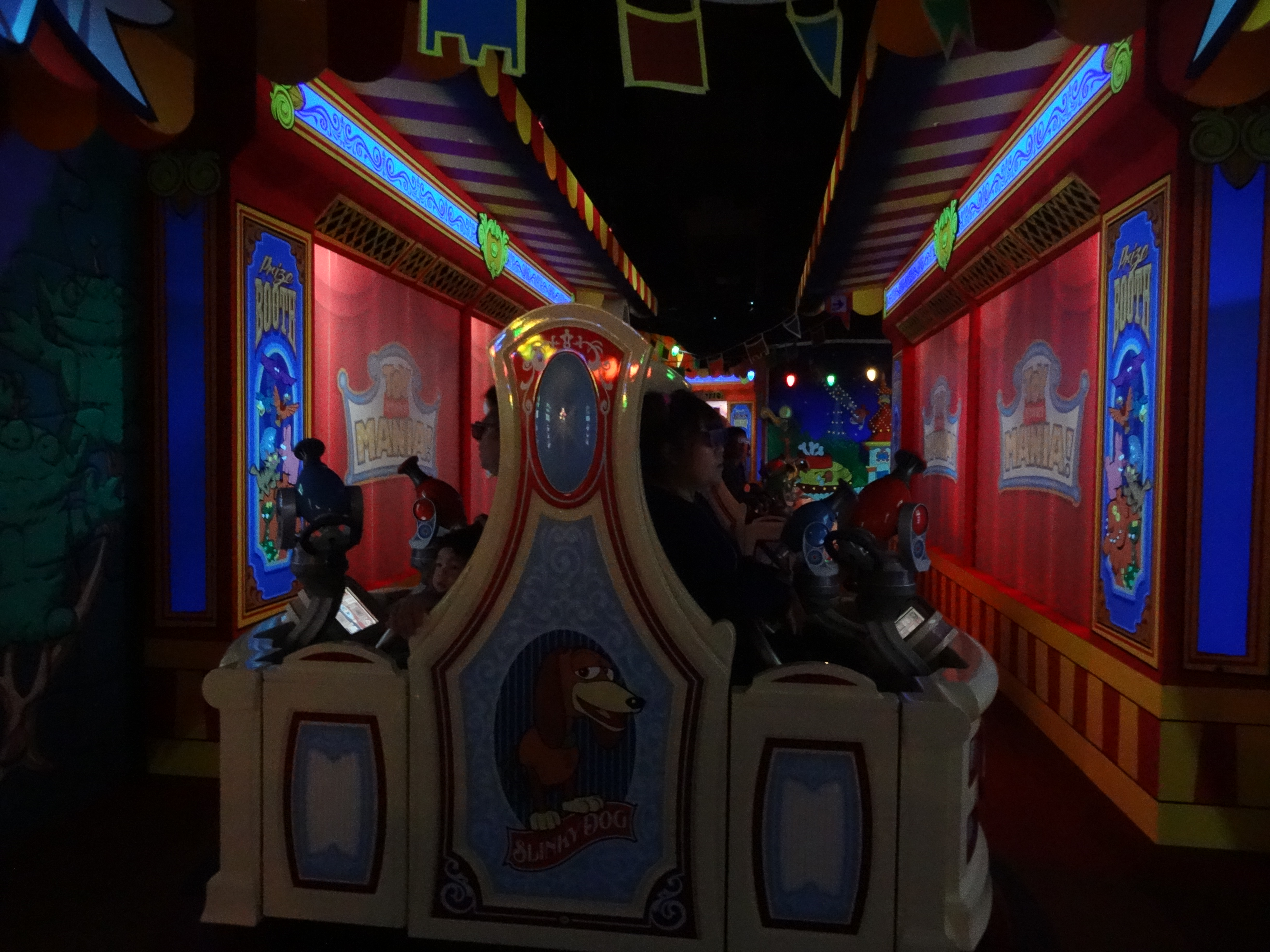
Een van de voertuigen

## Trivia
- De interactieve 3D-darkride Maus au Chocolat is gebaseerd op Toy Story Midway Mania!.

Walt Disney World Resort · Earful Tower · The Sorcerer's Hat · afbeeldingen
Disneyland Resort · Lijst van attracties in Disney California Adventure Park
Tokyo Disney Resort · Lijst van attracties in Tokyo DisneySea · afbeeldingen